# Villa Tufarelli
Villa Tufarelli è una delle ville settecentesche del Miglio d'oro di Napoli.
Si trova a San Giorgio a Cremano in via Tufarelli.

## Storia e descrizione
La villa è tuttora la residenza dei conti Tufarelli.
È in ottimo stato di conservazione in quanto, rispetto alle altre dimore del Settecento poi diventate abitazioni private, essa non ha subito alcun tipo di frazionamento.
La villa è situata nella parte alta di San Giorgio a Cremano e come tutte le altre ville presenti in questa zona, e cioè lontano dalla costa, è immersa in un paesaggio campestre tra terre adibite alla coltivazione e gode però della vista del Vesuvio.
L'impianto attuale della villa è il risultato delle modifiche apportate successivamente dai Tufarelli a una piccola casa con torricella edificata dalla famiglia Nappi nel 1474 per poi passare alla famiglia Bolino nel Seicento.
Sulla Mappa del Duca di Noja la villa è denominata “li Bolini”.
La piccola casa rustica fu poi ampliata successivamente dagli stessi Bolino cui si deve, tra l'altro, la costruzione della cappella destinata alla Madonna del Carmine.
La dimora si presenta come un casale rustico fortificato e chiuso da mura irrobustite da contrafforti.
Il prospetto è costituito da vari corpi affiancati tra loro liberamente in virtù delle varie modifiche apportare in epoche diverse.
Varcando il portale d'ingresso si accede alla grande corte rustica dove si svolgeva l'attività agricola.
A sinistra del portone, attraverso un portico, si accede  alle stanze del piano nobile dove si possono ammirare tutt'oggi le soffittature in tela dipinta.
Perfettamente conservata e aperta ai fedeli della zona la piccola cappella della Madonna del Carmine che costituisce la chiesa più antica della cittadina vesuviana dopo quella di San Giorgio Vecchio.
All'interno sono conservati stucchi e dipinti dell'epoca.
Sull'altare principale c'è una tela del Solimene.
A terra il pavimento è formato da maioliche decorate con lo stemma della casata.
Si conserva anche un coretto di legno collegato con l'abitazione in modo da consentire alla famiglia nobile di entrare in chiesa e seguire la messa senza dover uscire dal palazzo.